# 日南市立吾田中学校
日南市立吾田中学校（にちなんしりつ あがたちゅうがっこう）は、宮崎県日南市吾田東四丁目にある公立の中学校。

## 概要
歴史
1947年（昭和22年）の学制改革により、新制中学校として創立。現校名になったのは1950年（昭和25年）。2022年（令和7年）に創立75周年を迎えた。
通学区域
- 日南市立吾田小学校区
- 日南市立吾田東小学校区

校章
稲穂を背景にして、中央に「中」の文字を配している。
校歌
作詞は長野満治子、作曲は海老原直による。歌詞は2番まであり、歌詞中に校名は登場しない。

## 沿革
- 1947年（昭和22年）- 学制改革が行われる（六・三制の実施）。
  - 4月1日 - 国民学校の初等科が、新制小学校「吾田村立吾田小学校」に改組・改称。
  - 5月8日 - 国民学校の高等科は青年学校普通科とともに、新制中学校「吾田村立吾田中学校」に改組・改称。
- 1948年（昭和23年）5月3日 - 町制施行により、「吾田町」が発足。「吾田町立吾田中学校」に改称。
- 1950年（昭和25年）1月1日 - 町村合併により、日南市が発足。これにより、「日南市立吾田中学校」（現校名）に改称。

## 交通アクセス
最寄りの鉄道駅
- JR九州 日南線 「日南駅」

最寄りのバス停
- 宮崎交通バス 「市農協前」バス停

最寄りの幹線道路
- 国道222号

## 周辺
- 日南市立吾田小学校
- 日南学園中学校・高等学校
- JAみやざき日南支店・はまゆう支店